# Lyssomanes antillanus fasciatus
Lyssomanes antillanus là một phân loài nhện trong họ Salticidae.
Loài này thuộc chi Lyssomanes. Lyssomanes antillanus fasciatus được Pelegrin Franganillo-Balboa miêu tả năm 1935.